# Kosten, Burgas
Kosten (în bulgară Костен) este un sat în comuna Sungurlare, regiunea Burgas,  Bulgaria. 

## Demografie
Componența etnică a satului Kosten
     Turci (92,56%)
     Bulgari (7,43%)
     Nicio identificare (0%)
     Altele (0%)
La recensământul din 2011, populația satului Kosten era de 363 locuitori. Din punct de vedere etnic, majoritatea locuitorilor (92,56%) erau turci, cu o minoritate de bulgari (7,43%). Pentru 0% din locuitori nu este cunoscută apartenența etnică.